# Sekar Putih (Bagor)
Sekar Putih is een bestuurslaag in het regentschap Nganjuk van de provincie Oost-Java, Indonesië. Sekar Putih telt 2232 inwoners (volkstelling 2010).